# Villa Massimo
De Villa Massimo of voluit de Deutsche Akademie Rom Villa Massimo is een Duitse kunstinstelling gelegen aan de Largo di Villa Massimo 1-2 in Rome.

## Stipendia

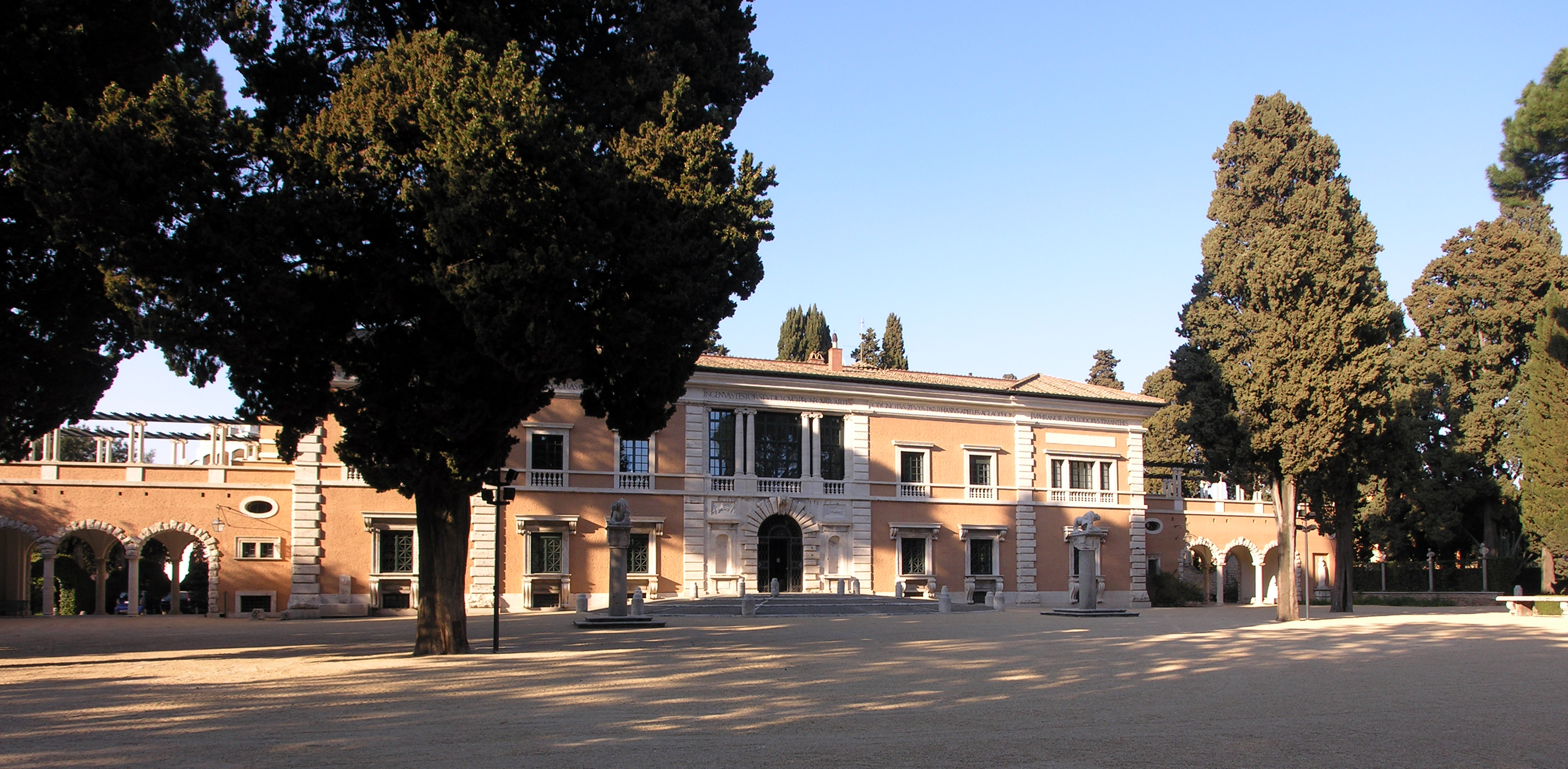
Villa Massimo

De hoogste Duitse prijs voor jonge, talentvolle kunstenaars (tot 40 jaar), die zich reeds hebben onderscheiden op het gebied van de beeldende kunst, de architectuur, de literatuur of de muziek (compositie) is een stipendium voor een verblijf van tien maanden in de Villa Massimo: de Villa-Massimo-Preis. De prijs wordt jaarlijks toegekend door de Villa-Massimo-Jury. 
Naast dit stipendium is er nog de beurs voor een verblijf van drie maanden in het Casa Baldi (voluit Deutsche Akademie Rom Casa Baldi) in Olevano Romano, waar de kunstenaars in alle rust kunnen wonen en werken, maar wel deelnemen aan de activiteiten van Villa Massimo. Daarnaast beheert Villa Massimo nog de Villa Serpentara, eveneens in Olevano Roma, waar winnaars van de prijs van de Akademie der Künste in Berlijn voor een verblijf van drie maanden in Italië, worden ontvangen.

## Geschiedenis

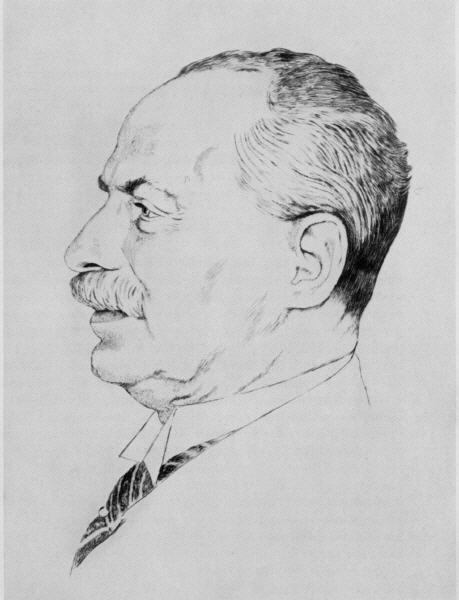
Portret Eduard Arnhold van Emil Orlik

In 1910 kocht de Berlijnse ondernemer en mecenas Eduard Arnhold (1849-1925), die senator was van de Pruisische Akademie der Künste, van de Italiaanse familie Massimo het landgoed, waar zich thans de Villa Massimo bevindt. Van 1910 tot 1913, toen de eerste, jonge prijswinnaars werden ontvangen, verbouwde Arnhold de villa tot het hoofdgebouw en bouwde tien ruime ateliers/woningen voor de kunstenaars in het 3,6 hectare grote park. Hij droeg het kunstinstituut over aan de Pruisische staat en verschafte een aanzienlijk startkapitaal.
Door de Eerste Wereldoorlog en de nasleep daarvan was Villa Massimo vanaf 1915 gesloten. De heropening vond plaats in 1929, waarbij de leeftijd der prijswinnaars omhoog werd bijgesteld tot 30 jaar. In 1930 werd de eerste vrouwelijke kunstenaar ontvangen. Na de machtsovername van de NSDAP ondervond de leiding van Villa Massimo in toenemende mate politieke druk. In 1943 werd de villa verbouwd tot een casino voor de Duitse Luftwaffe. Na de Tweede Wereldoorlog (van 1945 tot 1956) was Villa Massimo bezet door de geallieerden en voortgezet als de Accademia Tedesca voor Italiaanse kunstenaars.
In 1956 vond de teruggave aan Duitsland plaats en waren het de familieleden van de Joodse stichter Arnhold, die Villa Massimo nieuw leven inbliezen. In 2003 vond een grondige verbouwing plaats en werd de leeftijd der kunstenaars nogmaals omhoog bijgesteld, nu tot 40 jaar. 

## Deelnemende kunstenaars
Vele prominente Duitse kunstenaars verbleven vanaf 1913 voor een jaar in Villa Massimo of drie maanden in Casa Baldi., dat een gelijke status heeft als Villa Massimo, in Olevano Romano.
Tot de eerste winnaars van de Villa-Massimo-Preis behoorden onder anderen Adolf von Hildebrand, Peter Behrens, Walther Rathenau, Richard Strauss, Adolf von Harnack en Bernhard von Bülow.